# Kodai Naraoka

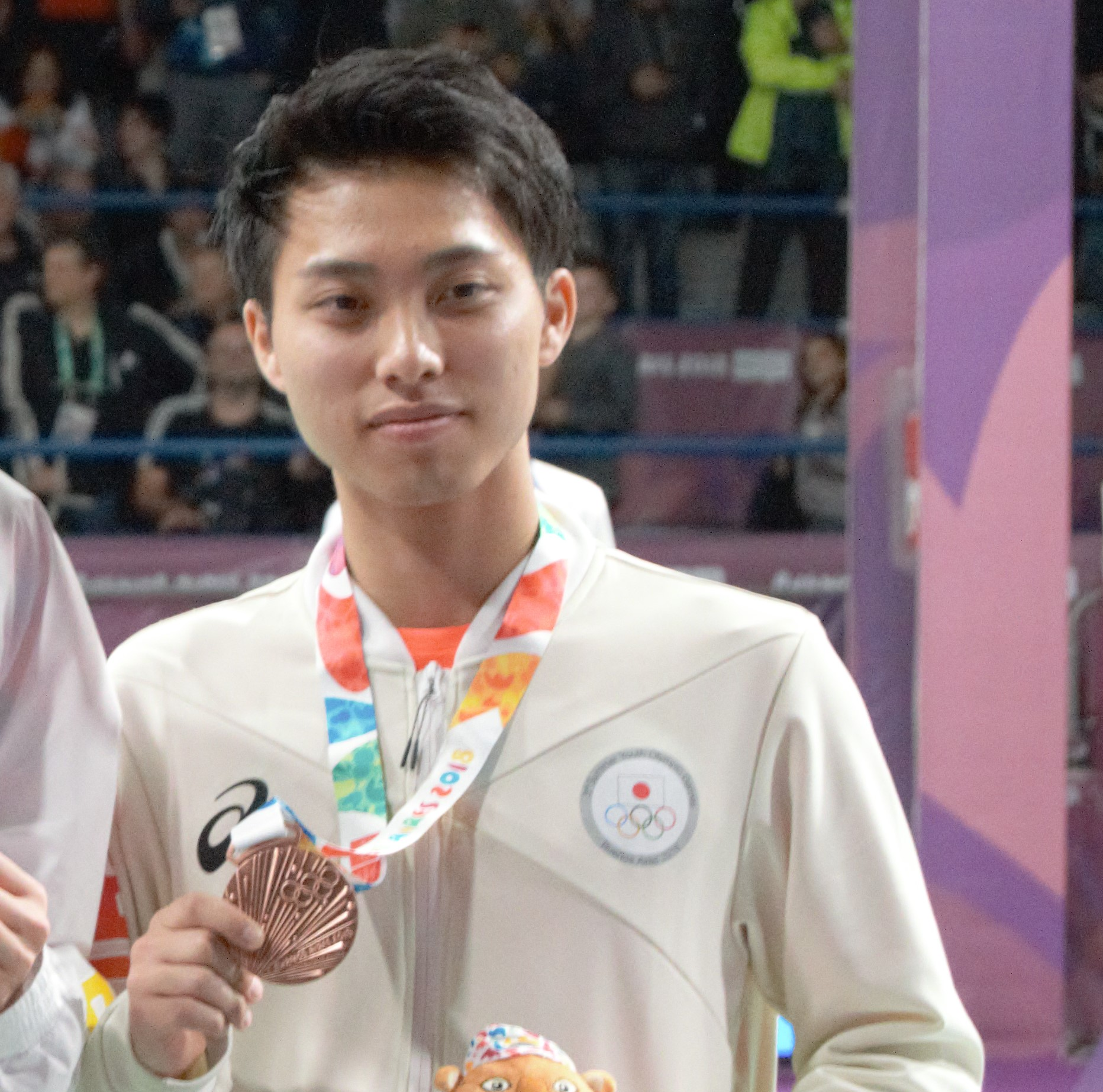
Naraoka bei der Siegerehrung der Olympischen Jugend-Sommerspiele 2018 in Buenos Aires

Kodai Naraoka (japanisch 奈良岡 功大; * 30. Juni 2001 in Aomori) ist ein japanischer Badmintonspieler.

## Karriere
Naraoka begann mit fünf Jahren mit seinem Vater in einem Badmintonverein zu trainieren. 2015 erreichte er das Endspiel der Australian Juniors, bevor er im folgenden Jahr bei den Juniorenweltmeisterschaften mit dem japanischen Nachwuchsteam die Bronzemedaille erspielte und japanischer Juniorenmeister wurde. Bei der nächstjährigen Ausgabe der weltweiten Juniorentitelkämpfe wurde Naraoka sowohl im Mannschaftswettbewerb als auch im Herreneinzel Dritter. Außerdem stand er mit der japanischen Auswahl auch bei den Juniorenasienmeisterschaften auf dem Podium und verteidigte bei den Japanischen Juniorenmeisterschaften seinen Titel. In seinem letzten Juniorenjahr wurde Naraoka bei den Juniorenweltmeisterschaften erneut mit der Mannschaft Dritter und stand im Herreneinzel im Finale. Bei den Olympischen Jugend-Sommerspielen in Buenos Aires erspielte er sowohl im Einzel als auch bei dem Mannschaftswettbewerb, bei dem gemischte Teams verschiedener Nationen antraten, die olympische Bronzemedaille. Außerdem erreichte Naraoka bei den Erwachsenen die Endspiele bei den Osaka International und der U.S. International Challenge. Im nächsten Jahr triumphierte er bei fünf internationalen Wettkämpfen der Badminton World Federation im Herreneinzel, den Laos International, den Jamaican International, den Mongolia International, den Dubai International und der U.S. International Challenge. 2020 erspielte Naraoka mit der japanischen Nationalmannschaft bei den Asienmeisterschaften die Bronzemedaille und kam im folgenden Jahr auch beim Thomas Cup, den Mannschaftsweltmeisterschaften der Herrenteams, unter die besten drei. Im Jahr 2022 zog er bei den Korea Masters erstmals in ein Finale eines Turniers der BWF World Tour ein und wurde auch bei den Singapore Open und den Chinese Taipei Open Vizemeister, bevor er im Oktober mit seinem Sieg bei den Vietnam Open seinen ersten Welt-Tour-Titel gewann. Des Weiteren stand er beim Thomas Cup erneut auf dem Podium und wurde im Folgejahr beim Sudirman Cup Dritter und Zweiter bei den Malaysia Open.

## Sportliche Erfolge
| Jahr | Veranstaltung                         | Platz | Disziplin    |
| ---- | ------------------------------------- | ----- | ------------ |
| 2015 | Australian Juniors 2015               | 2.    | Herreneinzel |
| 2016 | Juniorenweltmeisterschaft 2016        | 3.    | Mannschaft   |
| 2016 | Japanische Juniorenmeisterschaft 2016 | 1.    | Herreneinzel |
| 2017 | Juniorenweltmeisterschaft 2017        | 3.    | Herreneinzel |
| 2017 | Juniorenweltmeisterschaft 2017        | 3.    | Mannschaft   |
| 2017 | Juniorenasienmeisterschaft 2017       | 3.    | Mannschaft   |
| 2017 | Japanische Juniorenmeisterschaft 2017 | 1.    | Herreneinzel |
| 2018 | Juniorenweltmeisterschaft 2018        | 2.    | Herreneinzel |
| 2018 | Juniorenweltmeisterschaft 2018        | 3.    | Mannschaft   |
| 2018 | Olympische Jugend-Sommerspiele 2018   | 3.    | Herreneinzel |
| 2018 | Olympische Jugend-Sommerspiele 2018   | 3.    | Mannschaft   |
| 2018 | Osaka International 2018              | 2.    | Herreneinzel |
| 2018 | U.S. International Challenge 2018     | 2.    | Herreneinzel |
| 2019 | Laos International 2019               | 1.    | Herreneinzel |
| 2019 | Jamaican International 2019           | 1.    | Herreneinzel |
| 2019 | Mongolia International 2019           | 1.    | Herreneinzel |
| 2019 | Dubai International 2019              | 1.    | Herreneinzel |
| 2019 | U.S. International Challenge 2019     | 1.    | Herreneinzel |
| 2020 | Asienmeisterschaft 2020               | 3.    | Mannschaft   |
| 2021 | Thomas Cup 2020                       | 3.    | Mannschaft   |
| 2022 | Korea Masters 2022                    | 2.    | Herreneinzel |
| 2022 | Singapore Open 2022                   | 2.    | Herreneinzel |
| 2022 | Chinese Taipei Open 2022              | 2.    | Herreneinzel |
| 2022 | Vietnam Open 2022                     | 1.    | Herreneinzel |
| 2022 | Thomas Cup 2022                       | 3.    | Mannschaft   |
| 2023 | Malaysia Open 2023                    | 2.    | Herreneinzel |
| 2023 | Sudirman Cup 2023                     | 3.    | Mannschaft   |